# Рот, Эрих
Эрих Рот (нем. Erich Roth; 25 мая 1910, Освенцим (город) — 27 декабря 1947, Белград) — немецкий нацист, штурмбаннфюрер СС, офицер гестапо. Возглавлял службы B1 и B2 в IV отделе РСХА. Курировал преследования церковной — католической и протестантской — оппозиции нацистскому режиму. Во время Второй мировой войны служил в оккупационной администрации генерал-губернаторства Польша, возглавлял гестапо в Дортмунде. Казнён как военный преступник.

## Происхождение
Родился в Австро-Венгрии, в семье немецкого рабочего. После Первой мировой войны, когда город Освеницим отошёл к Польше, семья перебралась в Германию. Эрнст Рот получил юридическое образование в Йене и Геттингене. Работал в окружном суде.
Эрих Рот был убеждённым сторонником нацистского режима. Состоял в НСДАП, в 1938 году поступил на службу в гестапо. Имел чин штурмбаннфюрера СС.

## Функционер гестапо
В 1939 году Эрих Рот был назначен начальником департаментов B1 и B2 в IV отделе РСХА. Возглавляемые им службы занимались преследованиями церковной оппозиции нацизму. Рот организовывал аресты католических и протестантских священников и прихожан, конфискации церковного имущества, курировал шпионаж в Ватикане.

Разрушение церквей было вызвано большим количеством осведомительской информации о предательской деятельности в то время, как немцы сражались за своё существование.

Эрих Рот

После начала Второй мировой войны Эрих Рот служил в оккупационной администрации генерал-губернаторства Польша. С февраля 1943 назначен начальником гестапо в Дортмунде. В 1944 планировалось назначение Рота имперским комиссаром по вопросам консолидации германского народа в оккупированной Норвегии, но руководство РСХА отказалось от этого намерения, поскольку ценило Рота на занимаемых постах.

## Казнь
В 1945 году Эрих Рот был взят в плен французскими войсками в 1947 передан властям Югославии. Обвинён в военных преступлениях и в конце года казнён в Белграде.